# Кунройт
Кунройт (нім. Kunreuth) — громада в Німеччині, розташована в землі Баварія. Підпорядковується адміністративному округу Верхня Франконія. Входить до складу району Форхгайм. Складова частина об'єднання громад Госберг.
Площа — 9,79 км2. Населення становить 1425 ос. (станом на 31 грудня 2020).

## Галерея

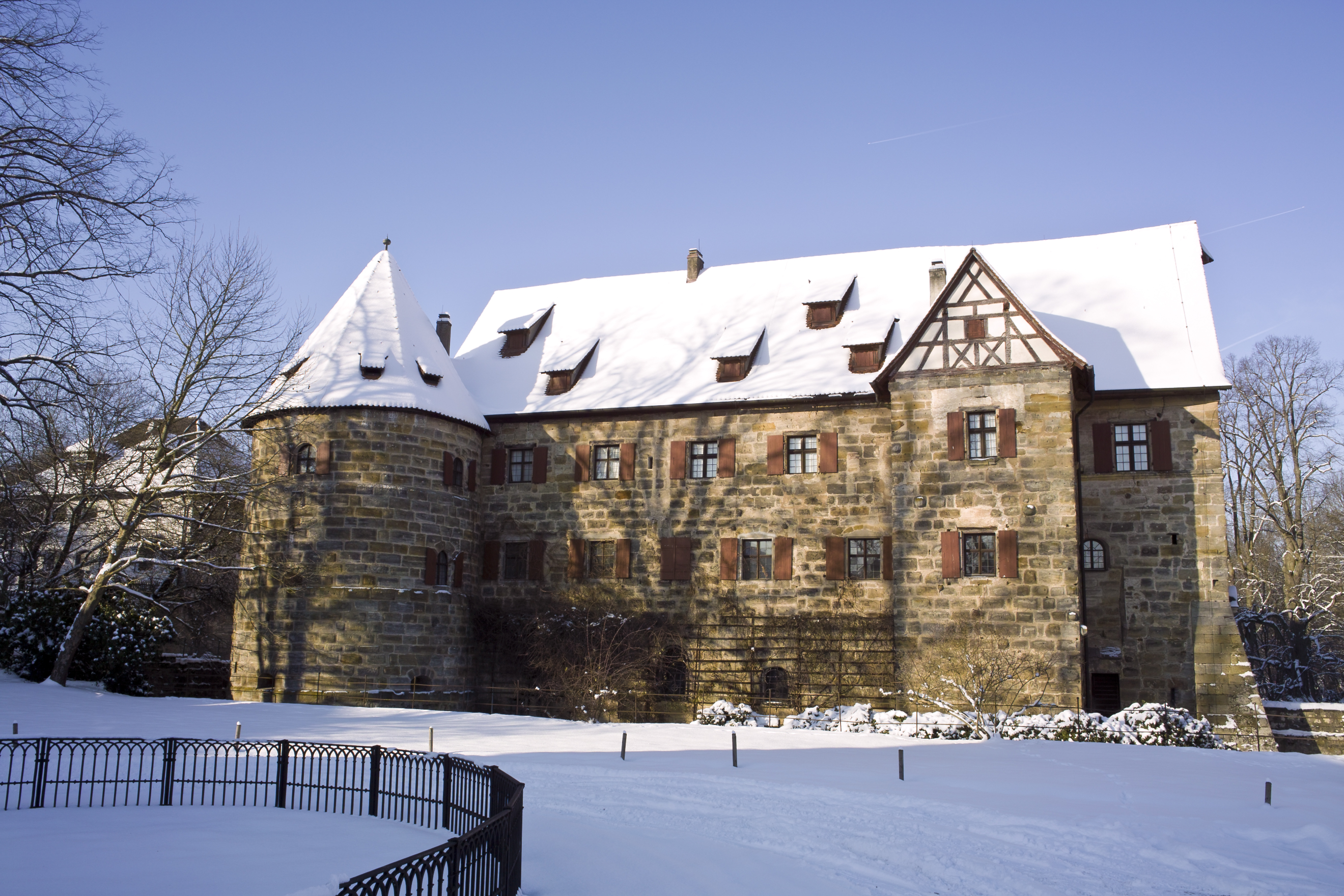
Замок Кунройт
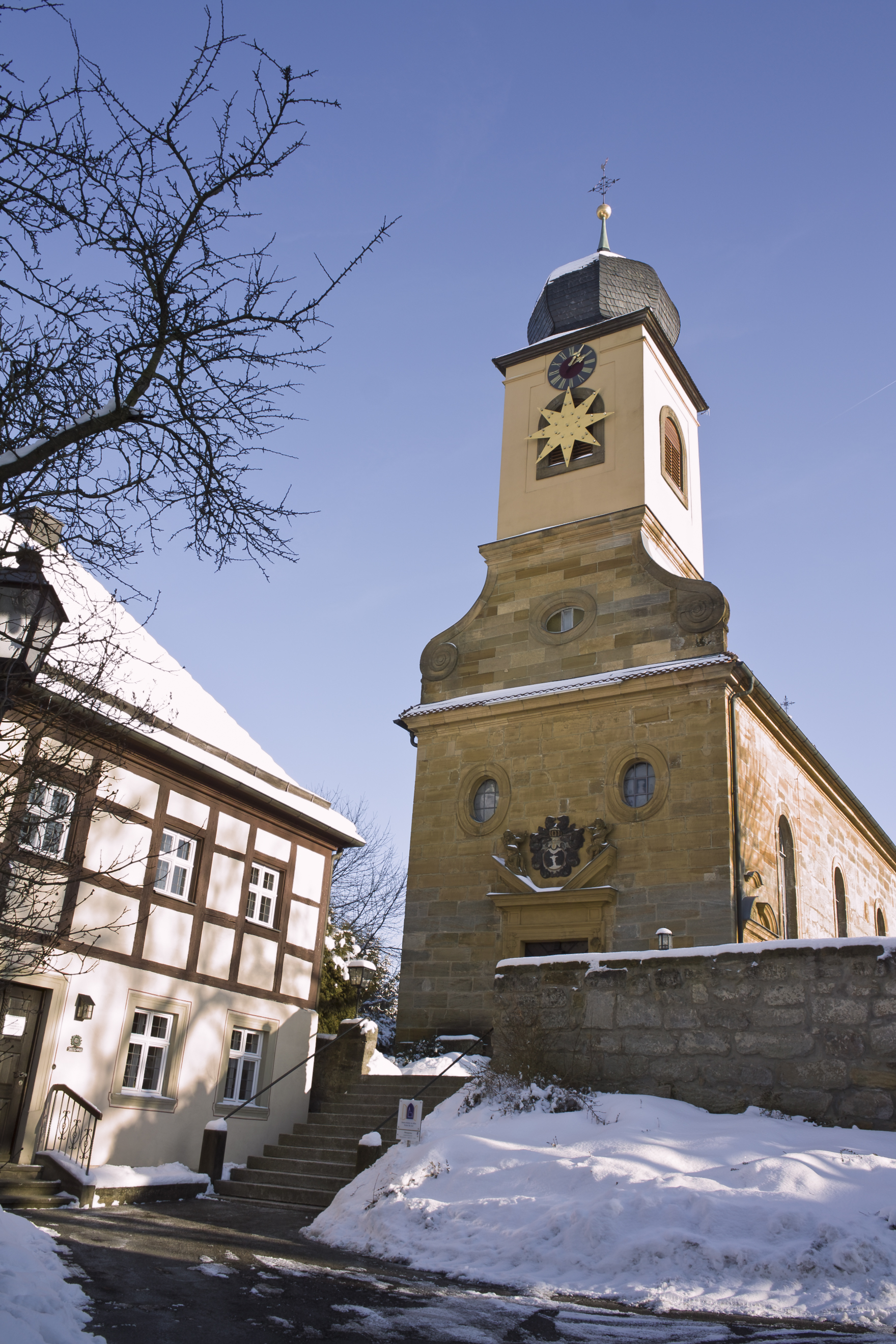
Костел святого Луки
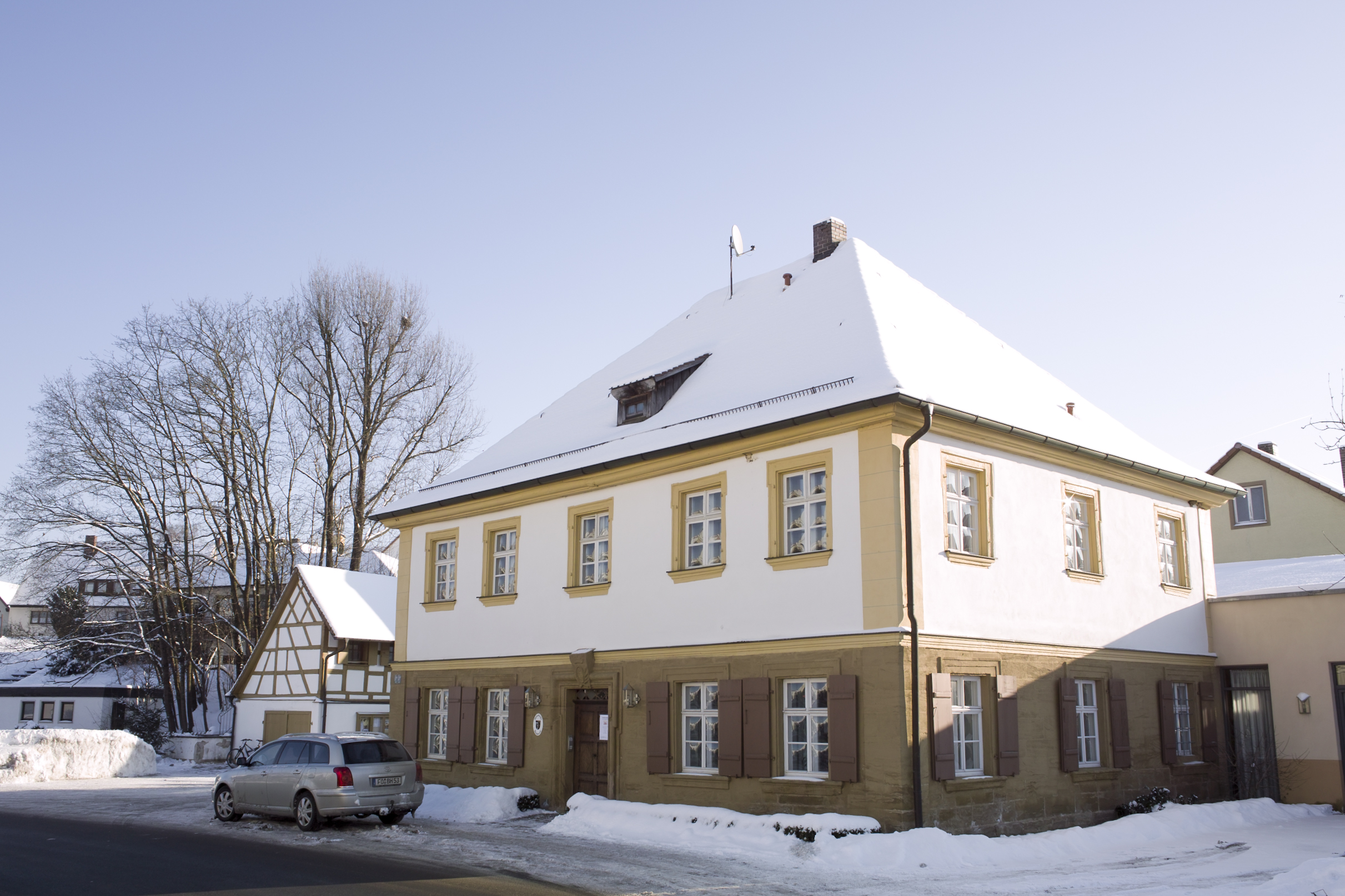
Ратуша в Кунройті
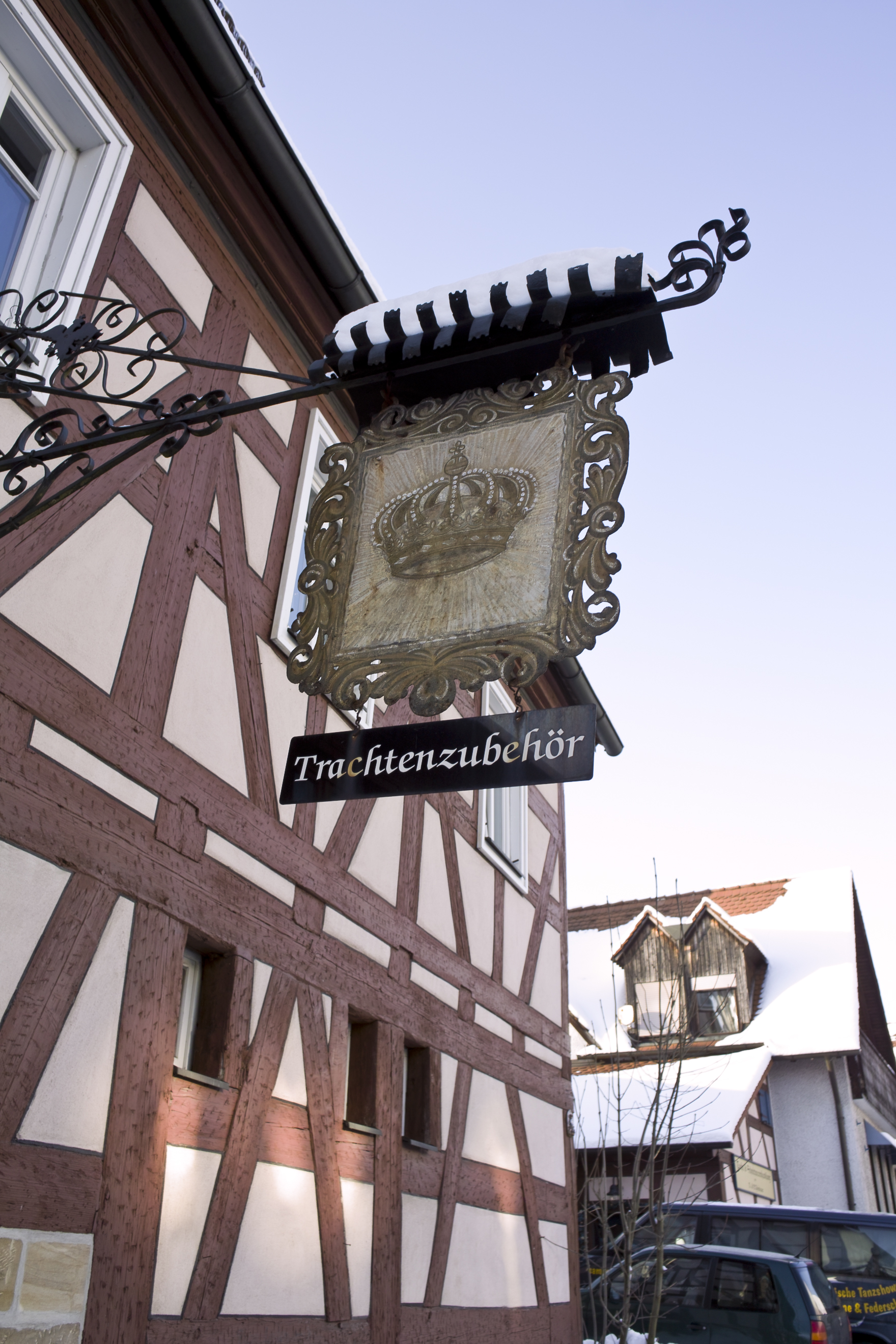
Колишній готель Gasthaus Krone в Кунройті